# Anochetus madagascarensis
Anochetus madagascarensis é uma espécie de formiga do gênero Anochetus, pertencente à subfamília Ponerinae.